# Filmografia lui David Bowie
The last temptation of Christ

## Filmografie

### Ca actor
| An   | Film                                              | Rol                           | Note                           |
| ---- | ------------------------------------------------- | ----------------------------- | ------------------------------ |
| 1967 | The Image                                         | The Boy                       | film scurt                     |
| 1969 | The Virgin Soldiers                               | Soldat                        | (extra)                        |
| 1970 | Pierrot in Turquoise or The Looking Glass Murders | Cloud                         | film TV                        |
| 1976 | The Man Who Fell to Earth                         | Thomas Jerome Newton          | Saturn Award for Best Actor    |
| 1978 | Just a Gigolo                                     | Paul Ambrosius von Przygodski |                                |
| 1981 | Christiane F. (Wir Kinder vom Bahnhof Zoo)        | rolul său                     |                                |
| 1982 | The Snowman                                       | Narator                       |                                |
| 1982 | Baal                                              | Baal                          | film TV                        |
| 1983 | Merry Christmas, Mr. Lawrence                     | Maj. Jack 'Strafer' Celliers  |                                |
| 1983 | The Hunger                                        | John                          |                                |
| 1983 | Yellowbeard                                       | The Shark                     | necreditat                     |
| 1985 | Into the Night                                    | Colin Morris                  |                                |
| 1986 | Labyrinth                                         | Jareth the Goblin King        |                                |
| 1986 | Absolute Beginners                                | Vendice Partners              |                                |
| 1988 | The Last Temptation of Christ                     | Pontius Pilate                |                                |
| 1991 | The Linguini Incident                             | Monte                         |                                |
| 1991 | Twin Peaks: Fire Walk with Me                     | Phillip Jeffries              |                                |
| 1996 | Basquiat                                          | Andy Warhol                   |                                |
| 1998 | Gunslinger's Revenge (Il mio West)                | Jack Sikora                   |                                |
| 1999 | Everybody Loves Sunshine                          | Bernie                        |                                |
| 2000 | Mr. Rice's Secret                                 | William Rice                  |                                |
| 2001 | Zoolander                                         | rolul său                     | Nominalizat la MTV Movie Award |
| 2006 | The Prestige                                      | Nikola Tesla                  |                                |
| 2007 | Arthur și Minimoys                                | Împăratul Maltazard           | voce: versiunea engleză        |
| 2008 | August                                            | Cyrus Ogilvie                 |                                |
| 2009 | Bandslam                                          | rolul său                     |                                |

### Ca muzician
- Ziggy Stardust and the Spiders from Mars: The Motion Picture (1983) (VHS, DVD in 2003)
- Love You Till Tuesday (1984) (VHS, DVD in 2005)
- Serious Moonlight (1984) (VHS, DVD neoficial în 1999, DVD oficial în 2006)
- Glass Spider (1988) (VHS, DVD neoficial ca Glass Spider Tour în 2001, DVD oficial în 2007)
- Bowie – The Video Collection (1993) (VHS)
- Black Tie White Noise (1993) (VHS, DVD in 2005)
- Best of Bowie (2002) (DVD)
- A Reality Tour (2004) (DVD)

### Ca producător
- Büvös vadász (1994) (... aka Magic Hunter)
- Passaggio per il paradiso (1998) (... aka Gentle Into the Night, ... aka Passage to Paradise)
- Scott Walker: 30 Century Man (2006)